# Mutaflar, Çine
Mutaflar là một xã thuộc huyện Çine, tỉnh Aydın, Thổ Nhĩ Kỳ. Dân số thời điểm năm 2010 là 1.143 người.